# Хуліо Карденьйоса
Хуліо Карденьйоса (ісп. Julio Cardeñosa, нар. 27 жовтня 1949, Вальядолід) — іспанський футболіст, що грав на позиції півзахисника. По завершенні ігрової кар'єри — тренер.
Виступав, зокрема, за клуб «Реал Бетіс», а також національну збірну Іспанії.
Володар Кубка Іспанії з футболу. 

## Клубна кар'єра
Народився 27 жовтня 1949 року в місті Вальядолід. Вихованець футбольної школи клубу «Реал Вальядолід». Дорослу футбольну кар'єру розпочав 1971 року в основній команді того ж клубу, в якій провів три сезони, взявши участь у 89 матчах чемпіонату. 
У 1974 році перейшов до клубу «Реал Бетіс», за який відіграв 11 сезонів. Більшість часу, проведеного у складі «Реала Бетіс», був основним гравцем команди. Завершив професійну кар'єру футболіста виступами за команду «Реал Бетіс» у 1985 році.

## Виступи за збірну
У складі олімпійської збірної провів у 1975 році два матчі проти команди ФРН у кваліфікації на Олімпіаду-1976.
У 1977 році дебютував в офіційних матчах у складі національної збірної Іспанії. Протягом кар'єри у національній команді, яка тривала 4 роки, провів у формі головної команди країни лише 8 матчів.
У складі збірної був учасником чемпіонату світу 1978 року в Аргентині, чемпіонату Європи 1980 року в Італії.

## Кар'єра тренера
Розпочав тренерську кар'єру, повернувшись до футболу після невеликої перерви, 1989 року, очоливши тренерський штаб клубу «Реал Бетіс».
Надалі очолював команду клубу «Кордова».
Останнім місцем тренерської роботи був клуб «Есіха», головним тренером команди якого Хуліо Карденьйоса був з 1994 по 1996 рік.

## Досягнення
- Володар Кубка Іспанії з футболу (1):

«Реал Бетіс»: 1977

## Статистика
Статистика клубних виступів:
| Турнір                  | «Вальядолід» | «Вальядолід» | «Бетіс» | «Бетіс» | Всього | Всього |
| Турнір                  | І            | Г            | І       | Г       | І      | Г      |
| ----------------------- | ------------ | ------------ | ------- | ------- | ------ | ------ |
| Кубок кубків            | —            | —            | 6       | 0       | 6      | 0      |
| Кубок УЄФА              | —            | —            | 4       | 0       | 4      | 0      |
| Чемпіонат Іспанії       | —            | —            | 307     | 39      | 307    | 39     |
| Чемпіонат Іспанії (Д-2) | 90           | 12           | 31      | 3       | 121    | 15     |
| Кубок Іспанії           | 9            | 0            | 10      | 2       | 19     | 2      |
| Кубок ліги              | —            | —            | 8       | 1       | 8      | 1      |
| Всього                  | 99           | 12           | 366     | 45      | 465    | 57     |